# Camille Abily
Camille Anne Françoise Abily (født 5. december 1984) er en fransk fodboldspiller, der spiller for den franske klub Lyon i Division 1 Féminine. Hun spiller hovedsagelig som offensiv midtbanespiller.

## Hæder

### Klub
Montpellier HSC
- Division 1 Féminine: 2004, 2005
- Coupe de France Féminine: 2006

FC Gold Pride
- WPS Championship: 2010

Lyon
- Division 1 Féminine: 2007, 2008, 2009, 2011, 2012, 2013, 2014, 2015, 2016, 2017
- Coupe de France Féminine: 2008, 2012, 2013, 2014, 2015, 2016, 2017
- UEFA Women's Champions League: 2011, 2012, 2016, 2017

### Landshold
Frankrig
- Cyprus Cup: 2012, 2014
- SheBelieves Cup: 2017

### Individuel
- UNFP Årets kvindelige fodboldspiller:  2005–06, 2006–07
- WPS Månedens spiller: Juni 2009
- WPS All-Star: 2009